# Suffren (пре-дредноут)
39°10′00″ пн. ш. 10°48′00″ зх. д. / 39.16666667° пн. ш. 10.8° зх. д.

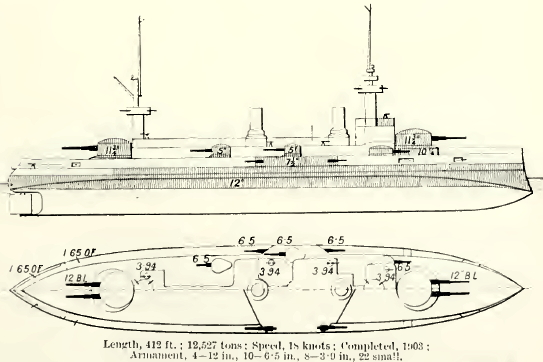
План будови броненосця «Сюффрен» (Brassey's Naval Annual 1912)

«Сюффрен» (Suffren) був пре-дредноутом французького флоту, закладеним у липні 1899 року. Він був названий на честь французького віцеадмірала Андре де Сюффрена. Спочатку корабель мав бути модифікованою версією конструкції броненосця «Єна» з більшою вогневою потужністю та посиленим бронюванням. До Першої світової війни «Сюффрен» мав напружену кар'єру, двічі потрапляв у аварії, зіштовхуючись з іншими французькими кораблями. Після початку війни корабель швидко відправили у Дарданелли, щоб підсилити вже наявну там британську ескадру.
Разом з британськими кораблями «Сюффрен» здійснював обстріли османських укріплень у протоці Дарданелли. Корабель було дещо пошкоджено під битви 18 березня 1915 року, через що він повинен був повернутися у Тулон для ремонту. Після завершення ремонту броненосець здійснював вогневу підтримку союзним військам під час Дарданельської операції. Корабель забезпечував також покриття евакуації військ союзників. Водночас  броненосець зіткнувся і випадково потопив одне з суден, яке здійснювало евакуацію. Після другого ремонту броненосець направили до французької ескадри, призначеної для попередження будь-якого втручання греків в операції союзників на Салоніцькому фронті. На шляху до Лор'яну для ремонту «Сюффрен» був 26 листопада 1916 року торпедований U-52 поблизу Лісабона і затонув разом з усім екіпажем.

## Конструювання
Для прискорення будівництва Сюффрен був задуманий лише як оновлена версія пре-дредноута Iéna зі скромними поліпшеннями в озброєнні і бронюванні. Але кількість поліпшень зросла після обговорення проекту Радою Флоту (Conseil des travaux de la Marine). У результаті була отримана фактично нова конструкція, у якій збереглися лише певні елементи будови Iéna. Найбільші зміни стосувалися розміщення допоміжної артилерії у баштах, а не у казематі, як у попередника, а постійна товщина броньованого поясу, у той час як на Iéna він ставав тоншим у на носі і кормі. Було також збільшено запас снарядів головного калібру з 45 до 60 на гармату.

## Служба

### Довоєнна
«Сюффрен», названий на честь французького адмірала П'єра Андре де Сюффрена де Сен-Тропе був замовлений 21 квітня 1898 року з Арсеналом Бреста. Він була закладений 5 січня 1899 р. Його будівництво було затримано запізненням з доставленням броні до липня 1900 року. «Сюффрен» розпочав свої морські випробування в листопаді 1903 року, але не був замовлений до 3 лютого 1904 року. 18 серпня 1903 р. Корабель брав участь у випробуванні артилерії з броненосцем. Під час них випадковий осколок пролетів за кілька метрів від військово-морського міністра Каміла Пеллетана, який спостерігав за випробуваннями.

### Перша світова війна

#### Загибель
«Сюффрен» мав пройти ремонт на військово-морській базі у Бізерті, але місце ремонту було змінено, коли верф у Лор'яні повідомила штабу військово-морського флоту, про наявність вільних потужностей. 15 листопада 1916 року корабель вирушив для поповнення запасів вугілля у Бізерту, куди прибув 18 листопада. 20 листопада корабель вирушив до Гібралтару; штормова погода на маршруті затримала його прибуття до 23 листопада. Наступного дня «Сюффрен» вийшов з Гібралтару без супроводу. Вранці 26 листопада, приблизно за 50 морських миль (92, 6 кілометрів) від португальського узбережжя поблизу Лісабона броненосець був торпедованим німецьким підводним човном U-52, який здійснював перехід до австро-угорської військово-морської бази в Каттаро. Торпеда призвела до детонації снарядів у артилерійському погребі і «Сюффрен» затонув за лічені секунди, забравши з собою всю команду у 648 осіб. U-52 обшукав місце події, але нікого не знайшли в живих.